# 山岸奈津美
山岸 奈津美（やまぎし なつみ、1994年〈平成6年〉9月16日 - ）は、日本のインフルエンサー、タレント、女優、デザイナーであり、女性アイドルグループ・NMB48の元メンバーである。
大阪府出身。愛称は「なつみん」。

## 略歴

### NMB48時代
2010年9月20日、「NMB48オープニングメンバーオーディション」に合格（応募総数7256名、最終合格者26名）。同年10月9日、『Visit Zooキャンペーン応援プロジェクト AKB48 東京秋祭り supported by NTTぷらら』（於：葛西臨海公園）にてNMB48第1期研究生26名の1人として初お披露目。
2011年1月1日、大阪市・難波のNMB48劇場にて『NMB48 1期生「誰かのために」』公演が開始され、選抜メンバー16名のうちの1人として劇場デビュー。同年3月10日、1期研究生のうち16名がチームNとして活動を開始するが、メンバーには選ばれなかった。それから7か月後の同年10月19日に発売された、NMB48の2ndシングル「オーマイガー!」でシングル表題曲における選抜メンバーとなる。
2012年1月26日、吉本興業東京本部においてチームMの結成が発表され、研究生からチームMメンバーに昇格。しかし2年後の2014年2月24日、『AKB48グループ大組閣祭り〜時代は変わる。だけど、僕らは前しか向かねえ!〜』（於：Zepp Diver City Tokyo）で発表されたチーム再編において、與儀ケイラと共にチームMからチームNへ異動する。
2015年3月1日、NMB48劇場の『チームN 3rd Stage「ここにだって天使はいる」』公演においてNMB48からの卒業を発表。同月12日が最後の劇場出演となり、3月31日に大阪城ホールで行われたイベント『11th「Don't look back!」発売記念!! 大阪城ホールだョ!全員集合』をもってNMB48としての活動を終了した。

### NMB48卒業後
2017年、自らプロデュースするファッションブランド「N.frais」（エヌ・フレーズ）を立ち上げ、デザイナーとしても活動。同年7月、『アリスインデッドリースクール ビヨンド』で、NMB卒業後初の単独舞台出演。ストリート系イベント『Tokyo Street Collection』や、台湾で開催された音楽イベント『NO FEAR FESTIVAL』への出演もあった。
2018年10月に上演された舞台『7×1』（ナナカケイチ）では、同舞台限定で活動したユニット「虹色の飛行少女」に平松可奈子（元SKE48）、愛迫みゆ（愛乙女☆DOLL・元AKB48）らと共に参加。同年8月、「ミスFLASH2019」セミファイナリストに選ばれる。
2019年1月7日、ミスFLASH2019グランプリ受賞。同年5月、「虹色の飛行少女」が本格的にライブ活動開始。

## 人物
- グループ在籍時のキャッチフレーズは「春夏秋冬、どの季節が好きですか～？（奈津～！）」[18]。
- 愛称は「なつみん」だが、川上礼奈からは「やまぎー」[19]、木下春奈からは「ぎっしー」[20]、上西恵からは「つんみー」[21]と呼ばれていた。
- チームMの同僚だった川上礼奈とは同じ誕生日（9月16日）[19][21]で、グループ内では2人を「ぴょんなつ」と呼称するほど仲が良かった[22]。
- 同じくチームMの同僚だった肥川彩愛とも仲が良く、イベントや舞台でも共演したことがある[12][14][23][24]。
- 泳ぎは得意ではないと述べている[25]。

## NMB48での参加曲

### シングル選抜曲
NMB48
- 「絶滅黒髪少女」 に収録
  - 三日月の背中
- オーマイガー!
  - 僕は待ってる　
  - 結晶 - 「白組」名義
- 「純情U-19」に収録
  - 場当たりGO! - 「アンダーガールズ」名義
  - 努力の雫 - 「白組」名義
- 「ナギイチ」に収録
  - 理不尽ボール - 「アンダーガールズ」名義
- 「ヴァージニティー」に収録
  - 存在してないもの - 「紅組」名義
- 「北川謙二」に収録
  - 冬将軍のリグレット - 「難波鉄砲隊其之弐」名義
- 「僕らのユリイカ」に収録
  - 奥歯 - 「白組」名義
- 「カモネギックス」に収録
  - どしゃぶりの青春の中で - 「白組」名義
- 「高嶺の林檎」に収録
  - プロムの恋人 - 「白組」名義
- 「らしくない」に収録
  - 休戦協定 - 「TeamN」名義
- 「Don't look back!」に収録
  - 卒業旅行
  - 恋愛ペテン師 - 「TeamN」名義

AKB48
- 「ギンガムチェック」に収録
  - あの日の風鈴 - 「ウェイティングガールズ」名義

### アルバム選抜曲
NMB48
- 『てっぺんとったんで!』に収録
  - てっぺんとったんで!
  - With my soul - 「TeamM」名義
- 『世界の中心は大阪や 〜なんば自治区〜』に収録
  - 電車を降りる - 「TeamN」名義

AKB48
- 『1830m』に収録
  - 青空よ 寂しくないか? - 「AKB48+SKE48+NMB48+HKT48」名義

### 劇場公演ユニット曲
チームM 1st Stage「アイドルの夜明け」公演
- 口移しのチョコレート（1stユニット）
- 片思いの対角線（2ndユニット）

チームN 3rd Stage「ここにだって天使はいる」
- おNEWの上履き
- 100年先でも

## 出演

### 舞台
- アリスインデッドリースクールビヨンド（2017年7月26日 - 30日、インディペンデントシアター2nd）[12] - 竹内珠子役[26]
- 女人劇「贋作 春のめざめ」（2017年10月19日 - 22日、築地本願寺ブディストホール） - ディート役[27][24][注 3]
- 劇団ToyLateLie「雨音に消えた白」（2018年2月14日 - 18日、新宿シアターモリエール）[28]
- イリクラ2018～Iridescent Clouds～（2018年8月1日 - 5日、シアターグリーン BIG TREE THEATER）- ピンク 役[29][30]
- 劇団ToyLateLie「7×1」（2018年10月11日 - 14日、シアターグリーン BIG TREE THEATER）[15]
- 「グッバイ・エイリアン」Monkey Works Vol.4（2020年7月8日 - 12日、草月ホール）

### イベント
- 東映太秦映画村「おもしろ迷路館」「太秦トリックアート秘宝館」公式サポーター（2012年10月） - 難波鉄砲隊其之弐として[31]
- Tokyo Street Collection
  - Vol.3（2017年6月11日、渋谷WOMB）[13]
  - Vol.4（2017年8月6日、渋谷WOMB）- 永尾まりやと共演[32]
  - Vol.5（2017年8月19日、新木場 STUDIO COAST）[32]
- 無懼音樂祭 NO FEAR FESTIVAL 2017（2017年8月27日、台湾・台中市文心森林公園）- 竹内美宥、片山陽加、野中美郷、肥川彩愛と共演[14]。

### ネット配信
- 絶景告白 「観音埼灯台編」（テレビ東京・2016年）[33]

## 作品

### 写真集
- ミスFLASH2019写真集「2162」（2019年3月26日、光文社）[34]

### デジタル写真集
- FLASHデジタル写真集「RESORT STYLE」（2019年12月27日、光文社）
- Sabra net e-book（小学館）
  - 金髪シンデレラ 山岸奈津美1・2・DX（2020年7月17日）
  - なつみんゴールド 山岸奈津美3・4・DX（2020年9月25日）